# Helena Salichová
Helena Salichová (25. dubna 1895 Kyjovice – 2. července 1975 Ostrava) byla slezská spisovatelka, etnografka, malířka a ilustrátorka.

## Život

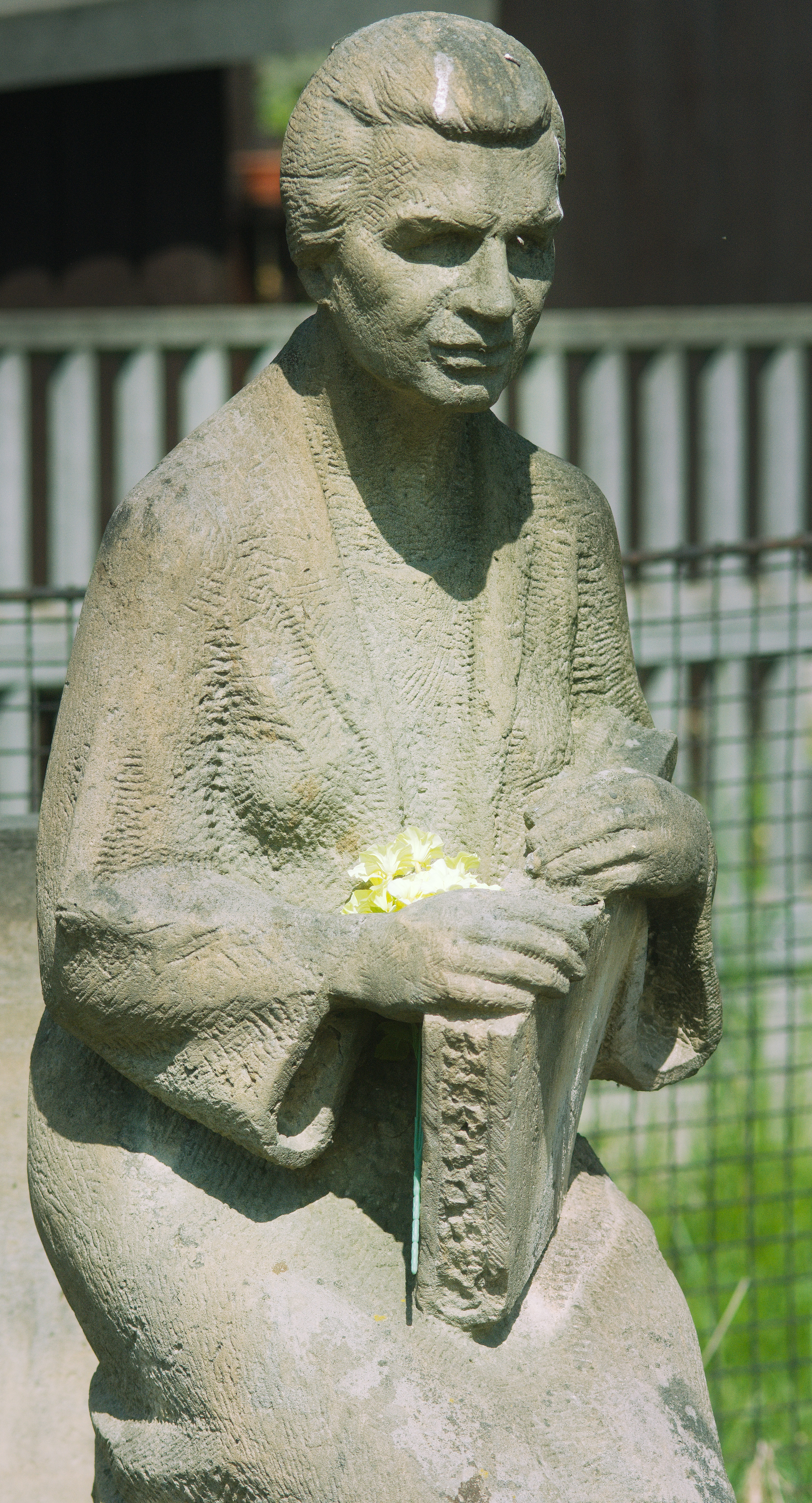
Hrob Heleny Salichové v Polance nad Odrou

Narodila se v rodině učitele Jozefa Salicha (* 1869) a Boženy roz. Pavlíkové (* 1867). V letech 1923–1931 byla manželkou Antonína Hály (1895–1952).
Po absolvování učitelského ústavu studovala u profesorů Vojtěcha Hynaise, Vlaho Bukovace, Vratislava Nechleby, Karla Krattnera a Augusta Brömse na Akademii výtvarných umění v Praze (1919–1926). 
Krátce pracovala jako učitelka ve škole v Kyjovicích, od 1926 trvale žila a pracovala v Polance nad Odrou. Zabývala se malbou, grafikou, ilustrátorskou a literární tvorbou, byla etnografkou. Sbírala lidové písně, trvalou pozornost věnovala kromě hudebního lidového projevu také výšivce. Počátky její výtvarné tvorby ovlivnilo sociální umění 20. let. Námětově těžila především ze života ve Slezsku a jeho historie. Orientovala se na figurální kompozice, malovala portréty, zátiší, především kytice. Později převládla krajinomalba, zobrazovala okolí Polanky, slezskou krajinu a průmyslové Ostravsko. Výtvarný projev charakterizoval osobitý naivizující poetismus, jemuž v různých obměnách zůstávala věrná. Vytvořila rozsáhlé grafické dílo sociálně laděné.
Po 2. světové válce se soustředila na budovatelské úsilí společnosti. Z jejího popudu se sešla skupina slezských patriotů, kterým záleželo na znovuvzkříšení válkou poničeného Slezska, a zahájili rozsáhlou akci Budujeme Slezsko. Za tím účelem Salichová připravila putovní výstavu svých obrazů a grafik s náměty ze Slezska, většinou z pobořených měst a vesnic, jejichž obnově měla iniciativa Budujeme Slezsko sloužit.
V grafice ráda pracovala ve větších celcích. Byla spoluzakladatelkou Moravského sdružení výtvarných umělců, později Výtvarných umělců Moravská Ostrava. Literárně zpracovala slezské pohádky, které doprovázela vlastními ilustracemi, zaznamenala některá krajová vyprávění, řada jejích prací je cenným zdrojem poznání zvyků a obyčejů tradovaných ve Slezsku od 19. století. Obdržela za svou práci mnoho cen. Samostatně vystavovala od roku 1945. Zastoupena je ve sbírkách GVU v Ostravě, Muzea umění Olomouc, Slezského zemského muzea v Opavě a ve stálé expozici v Pamětní síni Heleny Salichové v Klimkovicích u Ostravy. Pohřbená byla v Polance nad Odrou. Autorem jejího náhrobku byl sochař Miroslav Rybička.

## Dílo – výběr
- Slezské lidové písně svatební a jiné z Kyjovic a okolí – upravila a vydala. 1917
- O hodném děvčátku a kravičce Babulce a jiné slezské pohádky – ilustroval Antonín Hála. Praha: Oldřich Petr, 1921
- Velikonoce: dětská scéna dle prostonárodních obyčejů na smrtnou, květnou neděli, zelený čtvrtek a pomlázku: ve čtyřech obrazech pro sbory a sólové hlasy s klavírním doprovodem – zpracovala Ludmila Hradcová; část pohybová od Marie Malé; obrázky kreslila H. Salichová-Hálová. Praha: B. Kočí, 1924
- Z dětského světa – napsala a nakreslila. Ostrava: vlastním nákladem, 1932
- Před pádem: román – Maria Stona; přeložila. Praha: J. R. Vilímek, 1936
- Slezské písně Petra Bezruče – vydala; úvod napsal V. Martínek. Moravská Ostrava: H. Salichová, 1937
- Podkarpatská Rus a její obyvatelstvo – podle vypravování a údajů Alexandra Naciše sestavila. Polanka n. O.: H. Salichová, 1938
- Spěv haviřa: slezské verše – Jan Stunavsky; ilustrovala. Ostrava: Jan Stunavsky, 1940
- Dům z pohádky. I. díl – napsala a vyzdobila linoryty. Moravská Ostrava: Julius Kittl, 1945
- Pohádky z Kazakstanu – přeložil Angelus Lubojacký; obálka a ilustrace H. Salichová. Moravská Ostrava: Klub revoluční kultury, 1945
- Ze starých časů: kronika slezského kraje – autorka textu a dřevorytů. Praha: Vyšehrad, 1947
- Slezské bajky – autorka textu a linorytů. Ostrava: Krajské nakladatelství, 1958